# Roumen Kroumov
 (juillet 2018).
Si vous disposez d'ouvrages ou d'articles de référence ou si vous connaissez des sites web de qualité traitant du thème abordé ici, merci de compléter l'article en donnant les références utiles à sa vérifiabilité et en les liant à la section « Notes et références ».
Roumen Kroumov est un pianiste bulgare né en 1969. Il termina ses études à l'Académie nationale de musique de Bulgarie avec mention. Il se perfectionna ensuite chez Lazar Berman, Alexis Weissenberg, Claude Helffer, Ventsislav Yankoff, Bruno Canino et Germaine Mounier.
En 1992, Roumen Kroumov reçoit la médaille d'or de l'Académie internationale des arts de Paris et en 1995 le Grand Prix du Festival international des arts de Plovdiv. Depuis 1996 il vit en Suisse. Lauréat de plusieurs concours de piano, de musique de chambre et de composition, il réalise de nombreux enregistrements pour la radio et la télévision bulgare. Roumen Kroumov donne aussi de fréquents concerts internationaux (Ukraine, Grèce, Italie, Allemagne, République tchèque, Pologne, France, Autriche, Belgique, Bulgarie, Suisse et Chine). En 2000, il est honoré avec la nomination de « Musicien de l'année » dans son pays natal.